# Grande Prêmio do Canadá de 1972
Resultados do Grande Prêmio do Canadá de Fórmula 1 realizado em Mosport Park em 24 de setembro de 1972. Décima primeira e penúltima etapa da temporada, foi vencido pelo britânico Jackie Stewart, da Tyrrell-Ford, que subiu ao pódio ladeado por Peter Revson e Denny Hulme, pilotos da McLaren-Ford.

## Resumo
Primeira pole position tanto de Peter Revson quanto da equipe McLaren.

## Classificação da prova
| Pos.   | Nº | Piloto               | Construtor   | Voltas | Tempo/Diferença         | Grid | Pontos |
| ------ | -- | -------------------- | ------------ | ------ | ----------------------- | ---- | ------ |
| 1      | 1  | Jackie Stewart       | Tyrrell-Ford | 80     | 1:43:16.9               | 5    | 9      |
| 2      | 19 | Peter Revson         | McLaren-Ford | 80     | + 48.2                  | 1    | 6      |
| 3      | 18 | Denny Hulme          | McLaren-Ford | 80     | + 54.6                  | 2    | 4      |
| 4      | 8  | Carlos Reutemann     | Brabham-Ford | 80     | + 1:00.7                | 9    | 3      |
| 5      | 11 | Clay Regazzoni       | Ferrari      | 80     | + 1:07.0                | 7    | 2      |
| 6      | 4  | Chris Amon           | Matra        | 79     | + 1 volta               | 10   | 1      |
| 7      | 22 | Tim Schenken         | Surtees-Ford | 79     | + 1 volta               | 13   |        |
| 8      | 7  | Graham Hill          | Brabham-Ford | 79     | + 1 volta               | 17   |        |
| 9      | 29 | José Carlos Pace     | March-Ford   | 78     | Pane seca               | 18   |        |
| 10     | 15 | Howden Ganley        | BRM          | 78     | + 2 voltas              | 14   |        |
| 11     | 5  | Emerson Fittipaldi   | Lotus-Ford   | 78     | + 2 voltas              | 4    |        |
| 12     | 10 | Jacky Ickx           | Ferrari      | 76     | + 4 voltas              | 8    |        |
| 13     | 28 | Henri Pescarolo      | March-Ford   | 73     | + 7 voltas              | 21   |        |
| Ret    | 6  | Reine Wisell         | Lotus-Ford   | 65     | Motor                   | 16   |        |
| DSQ    | 26 | Niki Lauda           | March-Ford   | 64     | Recebeu auxílio externo | 19   |        |
| DSQ    | 25 | Ronnie Peterson      | March-Ford   | 61     | Queimou a largada       | 3    |        |
| NC     | 27 | Mike Beuttler        | March-Ford   | 59     | Não classificado        | 24   |        |
| Ret    | 2  | François Cevert      | Tyrrell-Ford | 51     | Câmbio                  | 6    |        |
| Ret    | 16 | Peter Gethin         | BRM          | 25     | Suspensão               | 12   |        |
| NC     | 33 | Skip Barber          | March-Ford   | 24     | Não classificado        | 22   |        |
| Ret    | 14 | Jean-Pierre Beltoise | BRM          | 21     | Vazamento de óleo       | 20   |        |
| Ret    | 17 | Bill Brack           | BRM          | 20     | Spun Off                | 23   |        |
| Ret    | 9  | Wilson Fittipaldi    | Brabham-Ford | 5      | Câmbio                  | 11   |        |
| Ret    | 23 | Andrea de Adamich    | Surtees-Ford | 2      | Câmbio                  | 15   |        |
| DNS    | 31 | Derek Bell           | Tecno        |        | Acidente nos treinos    | 25   |        |
| Fonte: |    |                      |              |        |                         |      |        |

## Tabela do campeonato após a corrida
|   | Pos. | Piloto             | Pontos |
| - | ---- | ------------------ | ------ |
|   | 1    | Emerson Fittipaldi | 61     |
| 1 | 2    | Jackie Stewart     | 36     |
| 1 | 3    | Denny Hulme        | 35     |
|   | 4    | Jacky Ickx         | 25     |
|   | 5    | Peter Revson       | 23     |

|  | Pos. | Construtor   | Pontos |
|  | ---- | ------------ | ------ |
|  | 1    | Lotus-Ford   | 61     |
|  | 2    | McLaren-Ford | 45     |
|  | 3    | Tyrrell-Ford | 42     |
|  | 4    | Ferrari      | 31     |
|  | 5    | Surtees-Ford | 18     |

- Nota: Somente as primeiras cinco posições estão listadas e os campeões da temporada surgem destacados em negrito. A temporada de 1972 foi dividida em dois blocos de seis corridas onde cada piloto descartaria um resultado. Neste ponto esclarecemos: na tabela dos construtores figurava somente o melhor resultado dentre os carros do mesmo time.